# Alex Visentin
Alex Visentin (Volpago del Montello, 21 marzo 1970) è un allenatore di calcio ed ex calciatore italiano, di ruolo attaccante.

## Carriera

### Giocatore
Visentin ha esordito nella Serie C2 1986-1987 con la maglia del Montebelluna, con cui ha disputato le successive due stagioni in Interregionale. Ha poi giocato nella Reggina, nel Treviso, nel Rimini, nella SPAL, ed ha chiuso la carriera nel 2001 al Mestre.
Ha collezionato 71 presenze in Serie B con la Reggina.

### Allenatore
Ha esordito da allenatore nel 2012, alla guida del Vedelago, squadra di Promozione in provincia di Treviso. È stato esonerato dopo 8 giornate.
Nel 2014 subentra a stagione in corso al Caerano San Marco, dove viene confermato anche per l'annata seguente durante la quale però è sostituito da Stefano Beghetto.
Inizia la stagione 2015-2016 in Prima Categoria ritornando ad allenare il Vedelago, ma a 6 giornate dalla fine viene esonerato nonostante il primo posto in classifica. I media locali hanno motivato la partenza con un litigio con il presidente.
Nella stagione 2017-2018 siede sulla panchina del San Gaetano nel campionato di Promozione, ma nel febbraio 2018 si dimette.
Dal luglio 2018 al marzo 2019 è alla guida dell'Associazione Sportiva Dilettantistica Campigo Calcio 1973, squadra veneta militante nel campionato di Promozione.
Dal 30 giugno 2021 sostituisce Marco Da Riva passato al Campigo, allenando il Montello squadra di Volpago sua città di origine, nel campionato di Eccellenza Veneta retrocedendo in Promozione. 
Rimane al Montello anche nella stagione 2022-23 partecipando al campionato di Promozione.

## Palmarès

### Giocatore

#### Competizioni nazionali
- Serie C1: 1

Reggina: 1994-1995
- Serie C2: 1

SPAL: 1997-1998